# 福島汀紗
福島 汀紗（ふくしま なぎさ）は、さくらんぼテレビジョン (SAY) のアナウンサー。

## 来歴
東京都出身。日本大学卒業。
大学を卒業後、タクシー会社で1年間乗務員と事務員をしながらアナウンサー採用試験を受け、2022年春にさくらんぼテレビに入社。同期の岡本采子とともに同局のアナウンサーになる。

## 担当番組
- News イット! やまがた[1]
- FNN Live News days[1]